# Milo Hrnić
Milo Hrnić, född 3 februari 1946 i Dubrovnik, död där 16 september 2023, var en kroatisk popsångare och politiker.
Hrnić släppte sitt första album, Milo, 1980. Han har vunnit Splitfestivalen tre gånger; 1982 med Vrati se, 1983 med Dalmacijo, ljubav si vječna och 1987 med Dobra večer prijatelji.
Hrnić var även politiskt aktiv. Han var bland annat ledamot i Dubrovniks kommunfullmäktige för Kroatiska folkpartiet – liberaldemokraterna (HNS).

## Diskografi
- Milo (1980)
- Samo ti (1981)
- Lutaj pjesmo moja (1982)
- Potraži me (1983)
- Zagrli me jače (1984)
- S tobom sam jači (1985)
- Pozovi me (1987)
- Ja neću takav život (1988)
- Tvoja mati je legla da spava (1989)
- Sad sam opet svoj na svome (1990)
- Biser Hrvatski (1992)
- 20 mojih uspjeha (1993)
- Na kominu moga ćaće (1994)
- Sve me tebi zove (1997)
- Vrijeme ljubavi (1999)
- Zlatna kolekcija (2007)
- Za sva vremena (2008)
- Sve Za Ljubav (2011)